# 69-es busz (Miskolc)
A miskolci 69-es buszjárat Felső-Majláth/Diósgyőri vár és Berekalja kapcsolatát látta el.

## Története
1978. május 1.–1982: Diósgyőr–Berekalja (Endrődi Sándor utca)
1983–1992. május 31.: Diósgyőr–Berekalja (Eper utca)
1992. június 1.–2006. december 31.: Ebben az időszakban az 1A közlekedett helyette.
2007. január 1.–2012. június 15.: Diósgyőr–Berekalja
2012. június 16-tól Felső-Majláth–Berekalja–Diósgyőri vár
Miskolc egyik legrövidebb buszjárata volt, leginkább csak szóló MAN CNG buszok közlekedtek a vonalon. 2011 őszén jelentősége megnőtt, akkor ugyanis a Diósgyőri Gimnáziumig meghosszabbítva, 69VP jelzéssel villamospótlóként is funkcionált.
Korábban szó volt a 9-es és 69-es busz vonalának összevonásáról, ezzel kapcsolatban azt írják: „Azóta több helyszíni bejárás történt autóbusszal, gyalogosan az érintett szakaszon. A bejáráson kiderült, hogy a helyszín szűk keresztmetszetét a Ferenczi Sándor utca jelenti, ahol a Szinván lévő híd ugyan alkalmas az autóbusz közlekedésre, de a hídhoz vezető utak szélessége nem. Így a két busz útvonalának összevonását el kellett vetni."
A két végállomás közti távot 12-13 perc alatt teszi meg.
2020. április 6-tól a viszonylat megszűnt, helyette az 1B és a 101B jelzésű buszok látják el Berekalja városrész közlekedését.

## Megállóhelyei
| 69 (Felső-Majláth–Berekalja–Diósgyőri vár) |                     |
| Perc                                       | Megállóhely         |
| 0                                          | Felső-Majláth       |
| 2                                          | Móra Ferenc utca    |
| 3                                          | Endrődi Sándor utca |
| 4                                          | Karinthy utca       |
| 5                                          | Berekalja           |
| 6                                          | Eper utca           |
| 7                                          | Erdő utca           |
| 8                                          | Móra Ferenc utca    |
| 10                                         | Alsó-Majláth        |
| 12                                         | Diósgyőr vk.        |
| 13                                         | Diósgyőri vár       |

| 69 (Diósgyőri vár–Berekalja–Felső-Majláth ) |                     |
| Perc                                        | Megállóhely         |
| 0                                           | Diósgyőri vár       |
| 1                                           | Diósgyőr vk.        |
| 2                                           | Alsó-Majláth        |
| 4                                           | Móra Ferenc utca    |
| 5                                           | Endrődi Sándor utca |
| 6                                           | Karinthy utca       |
| 7                                           | Berekalja           |
| 8                                           | Eper utca           |
| 9                                           | Erdő utca           |
| 10                                          | Móra Ferenc utca    |
| 12                                          | Felső-Majláth       |